# Phytoliriomyza calva
Phytoliriomyza calva este o specie de muște din genul Phytoliriomyza, familia Agromyzidae, descrisă de Zlobin în anul 1996.
Este endemică în Grenada. Conform Catalogue of Life specia Phytoliriomyza calva nu are subspecii cunoscute.